# Туніський штадтбан
Туніський штадтбан (фр. Métro léger de Tunis, араб. المترو الخفيف لمدينة تونس) — мережа штадтбану, яка має дистанції, побудовані за стандартами метрополітену — тунелі та підземні станції, розташовані у центральній частині міста.
Відкрита в 1985 році.
Загальна довжина шести ліній — 45.2 км, у мережі — 80 станцій.

## Історія

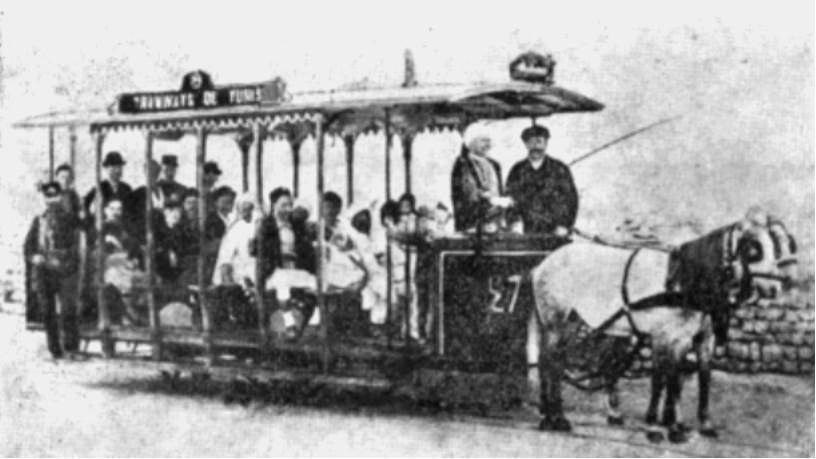
конка

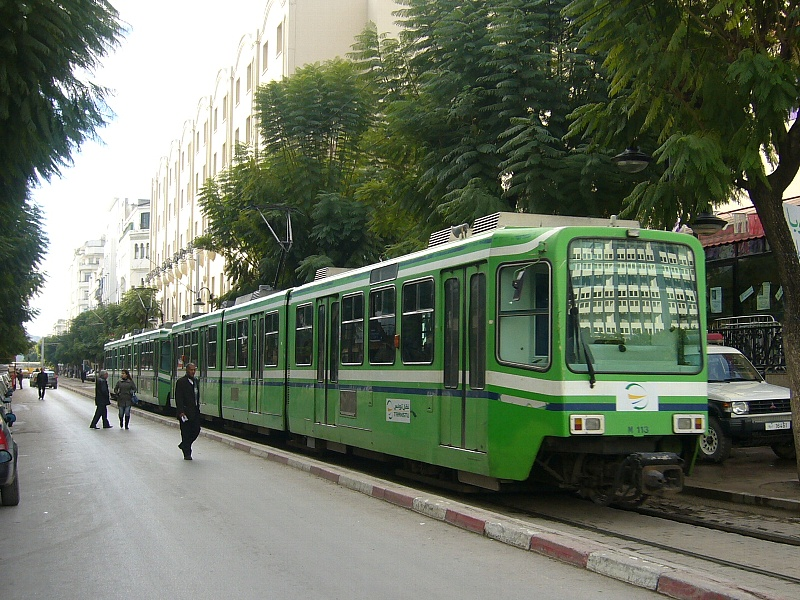
вагони Siemens TW6000

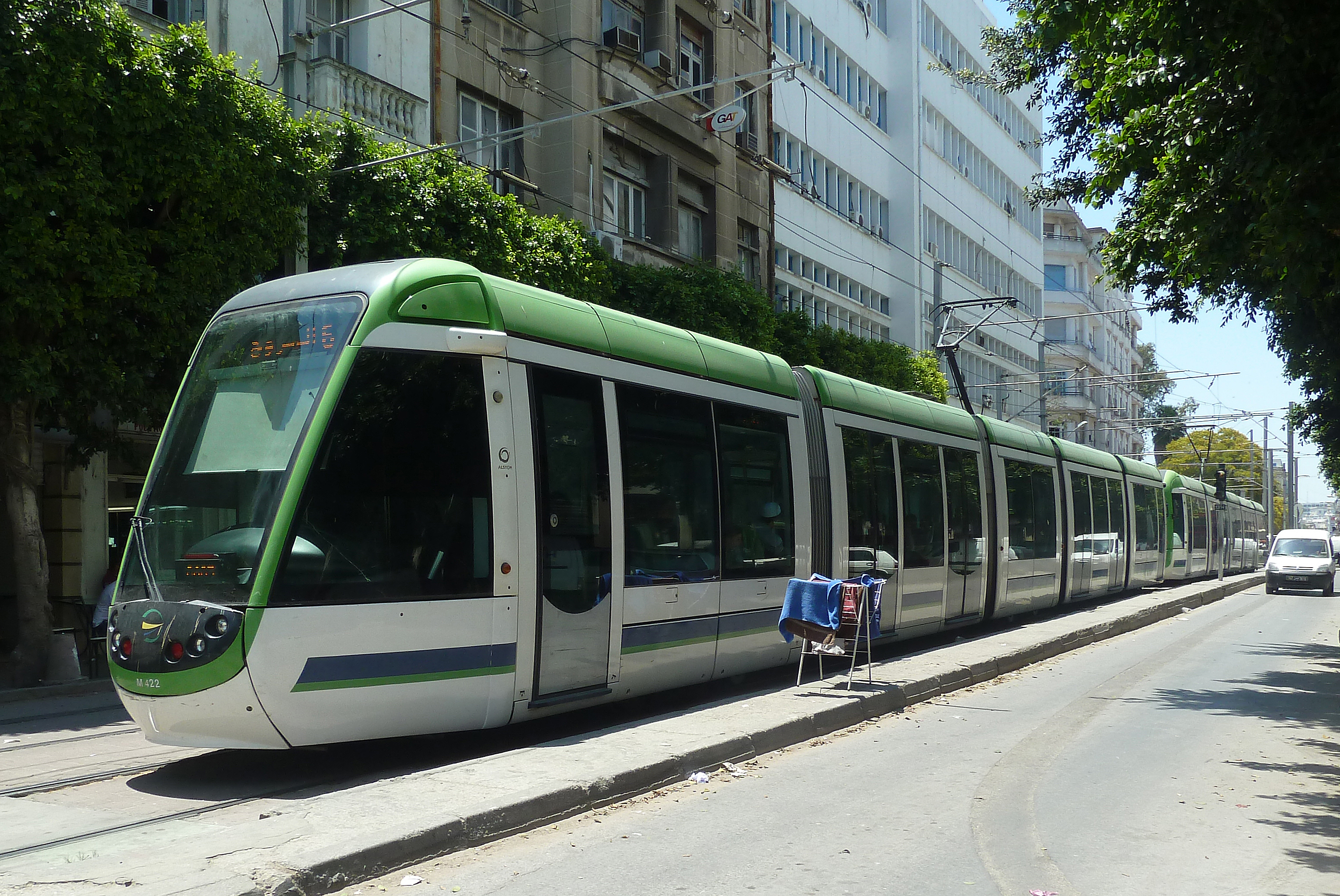
вагони Citadis 302

Конка, а потім трамвай діяли у Тунісі у першій половині XX століття, але, як і багато подібних мереж, була закрита в 1960 році.
Будівництво штадтбану розпочалося в 1981 році.
Будівництво виконував «під ключ» консорціум, під орудою Siemens.
Перша лінія була відкрита в 1985 році.
З часу побудови основу парку вагонів складають трисекційний вагони Siemens TW 6000 із зеленою лівреєю, що були розроблені для Ганноверського штадтбану.
В 2007—2010 роках були закуплені п'ятисекційні вагони Alstom Citadis 302 із біло-зеленою лівреєю
.

## Мережа
| Лінія | Лінія                            | Довжина | Станцій | Відкриття | Рухомий склад  |
| ----- | -------------------------------- | ------- | ------- | --------- | -------------- |
|       | Place de Barcelone – Ben Arous   | 5.5 km  | 11      | 1985      | Siemens        |
|       | Place de la République – Ariana  | 6.3 km  | 12      | 1989      | Siemens        |
|       | Tunis Marine – Ibn Khaldoun      | 6.5 km  | 13      | 1990      | Siemens        |
|       | Place de Barcelone – Kheireddine | 10 km   | 20      | 1990      | Siemens        |
|       | Place de Barcelone – Intilaka    | 7.1 km  | 14      | 1992      | Alstom Citadis |
|       | Tunis Marine – El Mourouj 4      | 6.8 km  | 18      | 2008      | Alstom Citadis |

### Лінія
Майдан Барселони — Бен-Арус
- Відкриття: 1985
- Кількість станцій: 11

Найстаріша та найкоротша лінія порівняно з 5 іншими станціями. Має 11 станцій.
Будівництво розпочати в 1981 році, була завершена введенням в експлуатацію лінії в 1985 році.
Сполучення між автобусними лініями та лінією 1 на станції Ель-Уардія відкрито в 1986 році.
Майдан Республіки — Аріана
- Відкриття: 1989
- Кількість станцій: 12

Друга лінія за віком найкоротша лінія після Лінії 1. Вона має 12 станцій. Будівництво лінії 2 розпочалося того ж року, а пасажирські перевезення розпочалися в 1989 році.
Туніс-Марине — Ібн Хальдун
- Відкриття: 1990
- Кількість станцій: 14

 Лінія 3  складається з 14 станцій, а пасажирські перевезення розпочато в 1990 році.
На станції Туніс-Марине також є пересадка на лінію TGM. Це єдина станція, на якій є пересадка зі станції метро та станцію TGM.
Майдан Барселони — Хейреддін
- Відкриття: 1990
- Кількість станцій: 20

Майдан Барселони — Інтілака
- Відкриття: 1992
- Кількість станцій: 14

Майдан Барселони — Інтілака
- Відкриття: 2008
- Кількість станцій: 18